# FK Otrant-Olympic
Fudbalski klub Otrant-Olympic (crnogorski: Фудбалски клуб Отрант-Олимпик, albanski: Klubi futbollistik Otrant-Olympic) nogometni je klub iz Ulcinja, Crna Gora.

U sezoni 2024./25. natječe se u Prvoj ligi Crne Gore.

## O klubu
FK Otrant-Olympic najstariji je nogometni klub iz Ulcinja. Osnovan je 1921. godine pod imenom Olcinium. Od 1921. do 1941. igrao je samo neslužbene utakmice.

Nakon Drugog svjetskog rata, odnosno za vrijeme SFRJ, klub je igrao pod imenom Bjelogorac. Od 1970-ih igrao je u Crnogorskoj regionalnoj ligi – Jug (najniži rang). U sezoni 1977./78., pod imenom Ulcinj, klub je postigao najveći uspjeh do tada, završivši kao viceprvak Regionalne lige. To je značilo promociju u Crnogorsku republičku ligu.

Godine 1983. klub dobiva ime Otrant, nakon nekoliko uspješnih sezona, početkom 1990-ih, klub se raspušta na jednu sezonu. Novi početak dolazi sredinom desetljeća, te do 2006. godine FK Otrant igra u Republičkoj ligi, uz česta ispadanja.
Otrant je svoje najveće rezultate u klupskoj povijesti ostvario nakon osamostaljenja Crne Gore. U dvije sezone osvojio je naslov prvaka Treće lige Crne Gore, a od 2007. igrao je pet sezona u Drugoj ligi Crne Gore. FK Otrant drži rekord najveće pobjede u povijesti Druge lige, slavivši 12:2 protiv Ribnice, 20. svibnja 2009. godine.

Otrant je 2013. godine rasformiran zbog pogoršanih financija. Ulcinj je u sezoni 2013./14. Treće lige Crne Gore predstavljao klub Federal, omladinski nogometni klub osnovan 2010. godine. Dana 22. srpnja 2015. klub je preimenovan u Otrant-Olympic. Momčad se ubrzo vratila u Drugu ligu Crne Gore, sa zapaženim rezultatima u 2016./17. FK Otrant završio je na trećem mjestu i time je izborio doigravanje za plasman u Prvu ligu u kojem je izgubio od FK Rudar (1:0 i 0:3).

Sljedeće dvije sezone FK Otrant završava u gornjem dijelu drugoligaške ljestvice, ali bez još jedne borbe za plasman u doigravanje. U sezoni 2019./20. klub je završio na začelju ljestvice te je time ispao u niži rang, nakon četiri uzastopne sezone provedene u drugoj ligi.
U sezoni 2023./24. klub je završio na drugom mjestu Druge lige te izborio doigravanje za promociju u kojem je eliminirao FK Mladost (1:0 i 2:2). Time se plasirao u Prvu ligu.

## Vanjske poveznice
- Profil na srbijasport.net